# Pitomine
Pitomine este un sat din comuna Žabljak, Muntenegru. Conform datelor de la recensământul din 2003, localitatea are 159 de locuitori (la recensământul din 1991 erau 204 locuitori).

## Demografie
În satul Pitomine locuiesc 130 de persoane adulte, iar vârsta medie a populației este de 40,9 de ani (38,2 la bărbați și 43,2 la femei). În localitate sunt 48 de gospodării, iar numărul mediu de membri în gospodărie este de 3,31.
Populația localității este foarte eterogenă.
|  |

| Demografie | Demografie | Demografie |
| An         | Locuitori  | Locuitori  |
| ---------- | ---------- | ---------- |
|            |            |            |
|            |            |            |
|            |            |            |
|            |            |            |
| 1948       | 275        |            |
| 1953       | 316        |            |
| 1961       | 284        |            |
| 1971       | 242        |            |
| 1981       | 200        |            |
| 1991       | 204        | 204        |
| 2003       | 162        | 159        |

| \| Componența etnică conform recensământului din 2003[2] \| Componența etnică conform recensământului din 2003[2] \| Componența etnică conform recensământului din 2003[2] \| Componența etnică conform recensământului din 2003[2] \| Componența etnică conform recensământului din 2003[2] \| \| ----------------------------------------------------- \| ----------------------------------------------------- \| ----------------------------------------------------- \| ----------------------------------------------------- \| ----------------------------------------------------- \| \| \| \| \| \| \| \| Muntenegreni \| Muntenegreni \| \| 87 \| 54,71% \| \| Sârbi \| Sârbi \| \| 64 \| 40,25% \| \| necunoscută \| necunoscută \| \| 0 \| 0% \| |              |  |    |        |
| Componența etnică conform recensământului din 2003 |              |  |    |        |
| |              |  |    |        |
| Muntenegreni | Muntenegreni |  | 87 | 54,71% |
| Sârbi | Sârbi        |  | 64 | 40,25% |
| necunoscută | necunoscută  |  | 0  | 0%     |